# Apil-Sim
Apil-Sim ou Apli-Suém (transl.: a-pil-d30) foi o quarto rei da Babilônia e da dinastia amorita, reinando de 1 767 a.C. até 1 749 a.C. e sendo filho de Sabium. Pouco se sabe sobre este rei e seu reinado. Embora ele não estiver com inscrições próprias, existem referências que definem que Apil-Sim construiu templos e canais. Foi sucedido por seu filho Sim-Mubalite.